# Chirurgia mucogengivale
La chirurgia mucogengivale, detta anche chirurgia plastica parodontale, è l’insieme delle procedure chirurgiche impiegate per prevenire o correggere difetti a carico della gengiva e della mucosa alveolare di origine anatomica, di sviluppo, traumatica o causati dalla malattia parodontale

## Obiettivi della chirurgia mucogengivale
L'obiettivo principale della chirurgia mucogengivale è la risoluzione di diverse problematiche di tipo estetico nella parte frontale del cavo orale, ovvero:
- Recessione gengivale
- Sensibilità dentale
- Carie e abrasioni alle radici
- Motivazioni estetiche

La chirurgia muco-gengivale quindi ha come obiettivo principale l’incremento di altezza e volume gengivale intorno a denti (che possono essere naturali, elementi protesici o impianti) e la corretta ricostruzione di una struttura gengivale persa.